# Simon McBurney
Simon Montagu McBurney, OBE (Cambridge, 25 agosto 1957), è un attore e regista britannico.

## Biografia
Nato a Cambridge, nel Regno Unito, dall'archeologo e studioso statunitense Charles McBurney, Simon è nipote del chirurgo statunitense Charles McBurney senior. Sua madre, Anne Francis Edmondstone (nata Charles), era una segretaria britannica con origini inglesi, scozzesi ed irlandesi; i suoi genitori erano cugini alla lontana e si incontrarono durante la seconda guerra mondiale. Simon McBurney studiò letteratura inglese alla Cambridge University. Dopo la morte del padre si trasferì in Francia, dove studiò teatro all'Istituto Jacques Lecoq di Parigi. McBurney sostiene da tempo Survival International, il movimento mondiale per i diritti dei popoli indigeni, e nel gennaio 2017 ne è stato nominato ambasciatore.
McBurney è il fondatore ed il direttore artistico della compagnia teatrale basata nel Regno Unito Complicité, che si esibisce in tutto il mondo. Ha diretto, inoltre, le loro produzioni Street of Crocodiles (1992), The Three Lives of Lucie Cabrol (1994), Mnemonic (1999) e The Elephant Vanishes (2003). La produzione A Disappearing Number, concepita e diretta dallo stesso McBurney, prende come ispirazione la storia della collaborazione tra due dei più grandi matematici del XX secolo, il povero Brahmin dell'India meridionale Srinivasa Ramanujan e il rampollo di Cambridge Godfrey Harold. Nell'autunno del 2008 lo spettacolo è stato messo in scena al Barbican Arts Centre, e successivamente è andato in tour internazionalmente. A febbraio dell'anno successivo, McBurney ha diretto la produzione del Complicite Shun-kin, basata su due testi di Jun'ichirō Tanizaki, messa in scena a Londra e Tokyo nel 2010. McBurney ha diretto anche degli spettacoli indipendenti, quali La resistibile ascesa di Arturo Ui e All My Sons (2008), entrambi messi in scena a New York. Inoltre, è stato alla regia di spettacoli comici dal vivo, come So Much Things To Say di Lenny Henry e French and Saunders Live in 2000.
Oltre ad essere un regista, McBurney è anche attore. Oltre ad aver recitato nel ruolo ricorrente del maestro del coro Cecil in The Vicar of Dibley, ha interpretato il mago dei computer della CIA Garland in Nessuna verità, il dottor Atticus Noyle in The Manchurian Candidate, Stone in L'ultimo re di Scozia, il marito metrosessuale Aaron in Friends with Money, Fra Pavel in La bussola d'oro e Charles James Fox in La duchessa. Al di là della carriera di attore, ha scritto la storia della commedia Mr. Bean's Holiday, di cui è stato anche produttore esecutivo. In televisione, recita regolarmente nella sitcom della BBC Rev., nel ruolo dell'arcidiacono Robert. Come doppiatore, ha fornito la sua voce per il personaggio dell'elfo domestico Kreacher nel penultimo capitolo cinematografico della saga di Harry Potter, Harry Potter e i Doni della Morte - Parte 1 (2010), dopo che il doppiatore originale dell'elfo, Timothy Bateson, morì nel 2009.
È sposato con la pianista Cassie Yukawa da cui ha avuto due figli.

## Filmografia parziale

### Cinema
- La cugina Bette (Cousin Bette), regia di Des McAnuff (1998)
- Bright Young Things, regia di Stephen Fry (2003)
- The Manchurian Candidate, regia di Jonathan Demme (2004)
- L'ultimo re di Scozia (The Last King of Scotland), regia di Kevin Macdonald (2006)
- Friends with Money, regia di Nicole Holofcener (2006)
- La bussola d'oro (The Golden Compass), regia di Chris Weitz (2007)
- Nessuna verità (Body of Lies), regia di Ridley Scott (2008)
- La duchessa (The Duchess), regia di Saul Dibb (2008)
- Robin Hood, regia di Ridley Scott (2010)
- La talpa (Tinker Tailor Soldier Spy), regia di Tomas Alfredson (2011)
- Magic in the Moonlight, regia di Woody Allen (2014)
- La teoria del tutto (The Theory of Everything), regia di James Marsh (2014)
- Mission: Impossible - Rogue Nation, regia di Christopher McQuarrie (2015)
- The Conjuring - Il caso Enfield (The Conjuring 2), regia di James Wan (2016)
- Allied - Un'ombra nascosta (Allied), regia di Robert Zemeckis (2016)
- Siberia, regia di Abel Ferrara (2020)
- The Pale Blue Eye - I delitti di West Point (The Pale Blue Eye), regia di Scott Cooper (2022)
- Nosferatu, regia di Robert Eggers (2024)
- A Mistake, regia di Christine Jeffs (2024)

### Televisione
- L'ispettore Barnaby (Midsomer Murders) - serie TV, episodi 3x01 (1999)
- I Borgia (The Borgias) – serie TV, 6 episodi (2011-2013)
- Il seggio vacante (The Casual Vacancy) – miniserie TV, 3 puntate (2015)
- Carnival Row – serie TV, 18 episodi (2019-2023)
- The Loudest Voice - Sesso e potere (The Loudest Voice) – miniserie TV, 7 puntate (2019)

#### Doppiatore
- Harry Potter e i Doni della Morte - Parte 1 (Harry Potter and the Deathly Hallows - Part 1), regia di Peter Yates (2010)
- Wolfwalkers - Il popolo dei lupi (Wolfwalkers), regia di Tomm Moore e Ross Stewart (2020)

## Doppiatori italiani
- Franco Mannella in Friends with Money, Magic in the Moonlight, La teoria del tutto, The Conjuring - Il caso Enfield
- Marco Mete in Mission: Impossible - Rogue Nation, Carnival Row, Nosferatu
- Angelo Nicotra in The Reckoning - Percorsi criminali
- Luciano Roffi in The Manchurian Candidate
- Gaetano Varcasia in L'ultimo re di Scozia
- Danilo De Girolamo in La bussola d'oro
- Francesco Meoni in Nessuna verità
- Luca Biagini in La duchessa
- Roberto Certomà in Robin Hood
- Antonio Palumbo in La talpa
- Roberto Accornero ne I Borgia
- Oliviero Dinelli in Allied - Un'ombra nascosta
- Ennio Coltorti in The Loudest Voice - Sesso e potere
- Lino Musella in Siberia
- Francesco Prando in The Pale Blue Eye - I delitti di West Point
- Fabrizio Temperini in A Mistake

Da doppiatore è sostituito da
- Franco Zucca in Harry Potter e i Doni della Morte - Parte 1
- Christian Iansante in Wolfwalkers - Il popolo dei lupi